# Pygmaeomorpha aenea
Pygmaeomorpha aenea är en fjärilsart som beskrevs av Erich Martin Hering 1931. Pygmaeomorpha aenea ingår i släktet Pygmaeomorpha och familjen snigelspinnare. Inga underarter finns listade i Catalogue of Life.